# Suryaprabha
Suryaprabha (日光菩薩) Bodhisattva, ou Nikkō Bosatsu en japonais, Ri Guang Pu Sa en chinois), est un bodhisattva dont la spécialité est la lumière du jour et la bonne santé. Son nom signifie « Qui a l'éclat du soleil », et on le rencontre en compagnie de Gakkō Bosatsu (ou Candraprabha, « Qui a l'éclat de la lune »), car les deux frères sont au service de Yakushi, le Bouddha de médecine. Ensemble, ils forment une triade et sont souvent représentés de cette façon.
Les statues de Nikkō et de Gakko se ressemblent et on les rencontre souvent ensemble, décorant parfois les portes des temples. Elles sont aussi connues dans d'autres pays d'Asie, mais plutôt comme devas que comme bodhisattva.

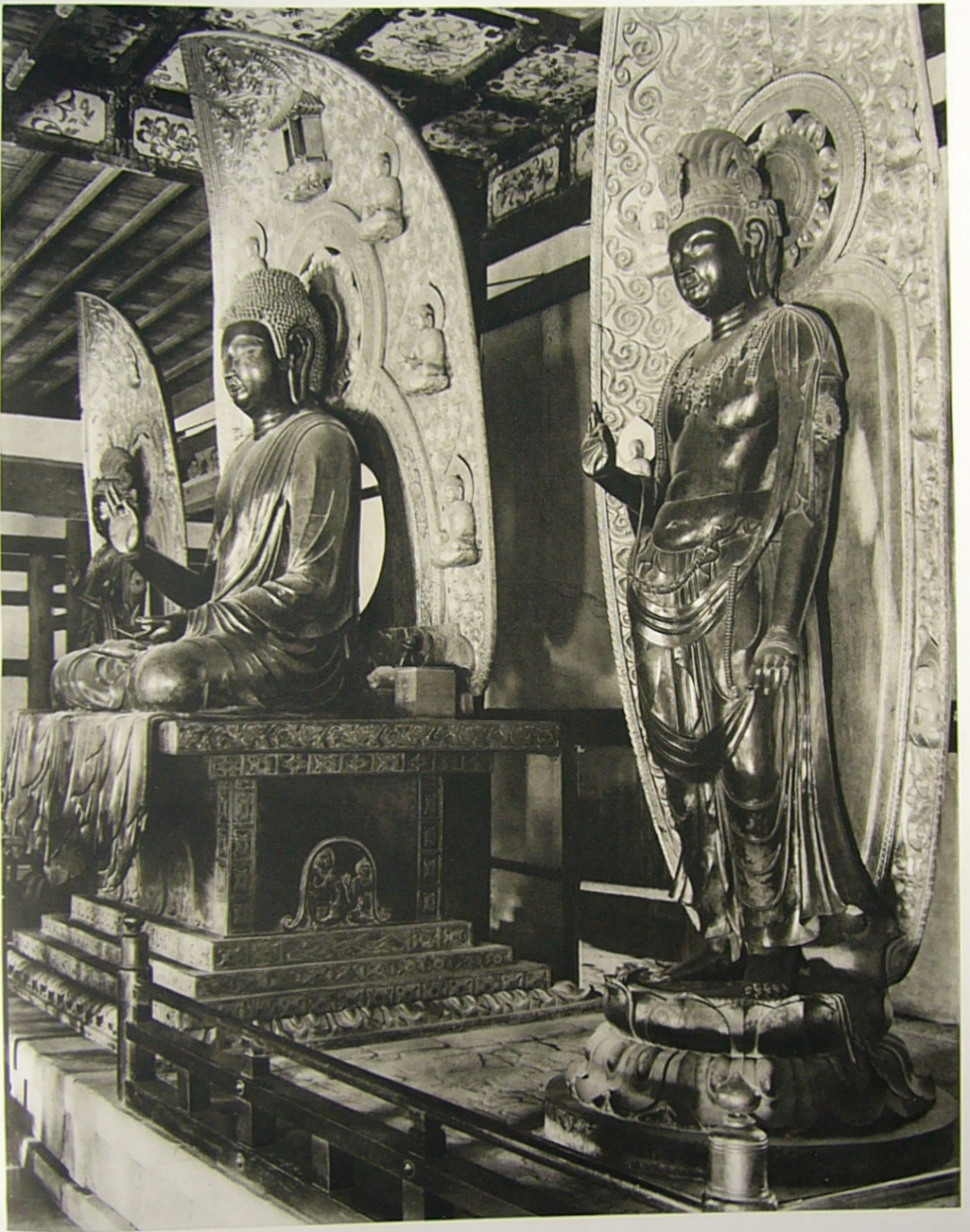
La triade de Bhaishajyaguru avec, de gauche à droite: Suryaprabha, Bhaishajyaguru, Candraprabha. Temple Yakushi-ji, Nara, VIIIe siècle. Photo de 1942.